# حشره‌خوار چینزومی
 حشره‌خوار چینزومی (نام علمی: Crocidura dsinezumi) نام یک گونه از سرده حشره‌خوارهای دندان‌سفید است.